# Acaena subincisa
Acaena subincisa é uma espécie de rosácea do gênero Acaena, pertencente à família Rosaceae.